# トゥー・ロング・イン・イグザイル
『トゥー・ロング・イン・イグザイル』（Too Long in Exile）は、北アイルランドのミュージシャン、ヴァン・モリソンが1993年に発表した22作目のスタジオ・アルバム。

## 背景
「グロリア」はゼム時代に発表した曲のセルフ・カヴァーで、この曲と「ウェイステッド・イヤーズ」は、ジョン・リー・フッカーとのデュエットによる録音である。音楽的には、モリソンが自身のルーツであるブルースやR&Bに立ち戻った作品とみなされている。

## 反響・評価
全英アルバムチャートでは9週トップ100入りし、最高4位を記録。アメリカでは本作がBillboard 200で29位に達して、『ウェイヴレンクス』（1978年）以来の全米トップ40アルバムとなった。ノルウェーのアルバム・チャートでは12週連続でトップ20入りし、うち2週に2位を記録した。
本作からのシングル「グロリア」は、全英シングルチャートで31位に達し、アメリカでは『ビルボード』のメインストリーム・ロック・チャートで36位を記録した。
ビル・カーペンターはオールミュージックにおいて5点満点中2点を付け「前2作のポップな力作から脱却した土臭い作品」と評している。一方、グレッグ・コットは『シカゴ・トリビューン』紙のレビューにおいて4点満点中3.5点を付け「歌声は今までになく自由奔放で、高音で襲いかかったり呪文に突入したりする」「モリソンが近年に発表してきた作品よりもずっと、都会的なブルースの感触が浸透している」と評している。

## 収録曲
特記なき楽曲はヴァン・モリソン作。12.はインストゥルメンタル。
1. トゥー・ロング・イン・イグザイル - "Too Long in Exile" – 6:18
2. ビッグ・タイム・オペレイター - "Big Time Operators" – 6:03
3. ロンリー・アヴェニュー - "Lonely Avenue" (Doc Pomus) – 6:25
4. ボール&チェイン - "Ball & Chain" – 5:36
5. イン・ザ・フォレスト - "In the Forest" – 4:38
6. ティル・ウィ・ゲット・ザ・ヒーリング・ダン - "Till We Get the Healing Done" – 8:29
7. グロリア - "Gloria" – 5:19
8. グッド・モーニング・リトル・スクールガール - "Good Morning Little Schoolgirl" (Sonny Boy Williamson I) – 4:07
9. ウェイステッド・イヤーズ - "Wasted Years" – 3:57
10. ロンサム・ロード - "Lonesome Road" (Nathaniel Shilkret, Gene Austin) – 3:16
11. ムーディーズ・ムード・フォー・ラヴ - "Moody's Mood for Love" (James Moody, Dorothy Fields, Jimmy McHugh) – 2:52
12. クロース・イナフ・フォー・ジャズ - "Close Enough for Jazz" – 2:39
13. ビフォア・ザ・ワールド・ワズ・メイド - "Before the World Was Made" (W. B. Yeats, V. Morrison, Kenny Craddock) – 4:24
14. アイル・テイク・ケア・オブ・ユー - "I'll Take Care of You" (Brook Benton) – 5:19
15. テル・ミー・ホワット・ユー・ウォント - "Instrumental/Tell Me What You Want" – 8:09

## 参加ミュージシャン
- ヴァン・モリソン - ボーカル、エレクトリック・ギター、アコースティック・ギター、ハーモニカ、アルト・サクソフォーン
- ロニー・ジョンソン - エレクトリック・ギター
- ジョージィ・フェイム - ハモンドオルガン(on #1, #2, #3, #8, #10, #11, #13, #14, #15)、バッキング・ボーカル(on #1, #11)
- ハワード・フランシス - ハモンドオルガン(on #4)、ピアノ(on #4, #12)
- ティーナ・ライル - ハモンドオルガン(on #5)、パーカッション(on #5, #8)、ヴィブラフォン(on #10, #11, #13, #14, #15)、リコーダー(on #13)、バッキング・ボーカル(on #1, #5, #8, #11)
- ジョン・サヴァンナ - ハモンドオルガン(on #6)、バッキング・ボーカル(on #4, #5, #6)
- ニッキー・スコット - ベース
- ジェフ・ダン - ドラムス(on #1, #2, #3, #5, #8, #10, #11, #13, #14, #15)
- ポール・ロビンソン - ドラムス(on #4, #6, #12)
- キャンディ・ダルファー - アルト・サクソフォーン(on #1, #4, #5, #8, #13)
- ケイト・セント・ジョン - テナー・サクソフォーン(on #1, #8)、コーラングレ(on #5)

「グロリア」と「ウェイステッド・イヤーズ」のみ、下記のラインナップで録音された。
- ヴァン・モリソン - ボーカル、エレクトリック・ギター
- ジョン・リー・フッカー - ボーカル、エレクトリック・ギター
- ジョン・アレア - ハモンドオルガン
- リチャード・カズンズ - ベース
- ケヴィン・ヘイズ - ドラムス